# Jeanne Lanvin
Jeanne-Marie Lanvin (París, 1 de enero de 1867 – 6 de julio de 1946) fue una estilista y diseñadora de moda francesa. Fundó la más antigua casa de moda parisina todavía en activo, la casa Lanvin.

## Biografía
Jeanne Lanvin comenzó a trabajar a la edad de 13 años en la tienda de sombreros de “Madame Félix” en París. A continuación entró en la sombrerería “Cordeau” que la envió a Barcelona, pero en 1885 regresó a París, donde abrió su primer taller de moda en la Rue du Fauborg, para posteriormente abrir su primera boutique en la Rue Boissy d‘Anglas en 1889. Allí vendió sus primeras colecciones de sombrerería.
Inspirada en su única hija Marguerite, Jeanne diseñó una colección infantil. Su talento fue reconocido y en 1909 lanzó una primera colección para mujer. A partir de ese momento Lanvin fue reconocida por sus diseños ultrafemeninos, de inspiración grecorromana, con un gran predominio del color, destacando el azul Lanvin, el rosa Polignac y el verde Velasquez . Para conservar la exclusividad de sus colores, fundó su propio taller de tintados en Nanterre en 1923. A pesar de su amor por los colores, Jeanne se aficionó particularmente al negro, que consideraba como color representante del “chic ultime” y que ella usó durante toda su vida.
La década de 1920 vivió un considerable desarrollo de la casa Lanvin y en 1924 se amplió su ámbito a los perfumes. El primero, My Sin, se lanzó en 1925. En esa fecha fue cuando Jeanne comenzó a colaborar con el arquitecto y decorador francés Armand-Albert Rateau, encargado del diseño interior de su mansión en el 16, rue Barber-de-Jouy, así como de sus boutiques. A partir de este momento, se creó la línea de decoración de interiores Lanvin. En pleno éxito de la maison, Lanvin comercializa su primera colección de moda masculina, en el año 1926.

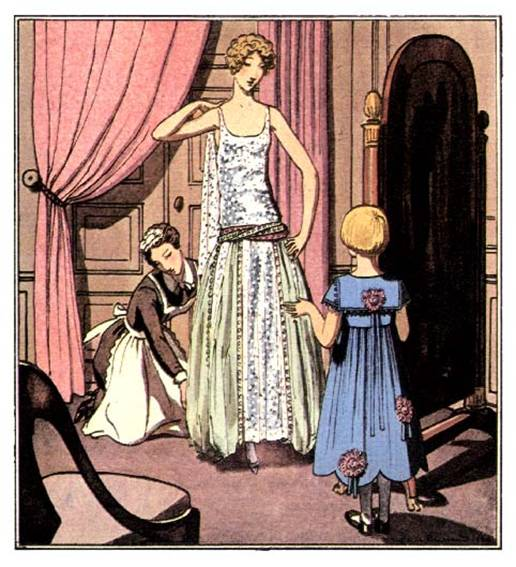
Modelo de noche de Jeanne Lanvin en la Gazette du Bon Ton (1922).

## Historia de la empresa
Tras la muerte de Jeanne en 1946, numerosos diseñadores continuaron desarrollando durante años artículos de moda para la casa Lanvin, Giorgio Armani (1989) y Claude Montana (1990) entre otros. Maryll Lanvin fue el último miembro de la familia en diseñar para la casa hasta el año 1989.
Hasta finales de los años 1980, la compañía fue propiedad de la familia. A principios de 1989, las necesidades económicas obligaron a vender el 34% de las acciones al Midland Bank londinense. A mediados de ese año, el banco aumentó su participación hasta el 40%, retirando de su cargo de diseñadora a Maryll Lanvin. Su sucesor fue Claude Montana, aunque tuvo menos éxito aún. A partir del año 1990, el fabricante de cosméticos L’Oréal comenzó a comprar acciones de la firma hasta adquirirla en su totalidad. En 1993 se renunció a la alta costura y la casa Lanvin se limita principalmente a las licencias comerciales y los perfumes.

## Colección en elMetropolitan Museum of Art, New York

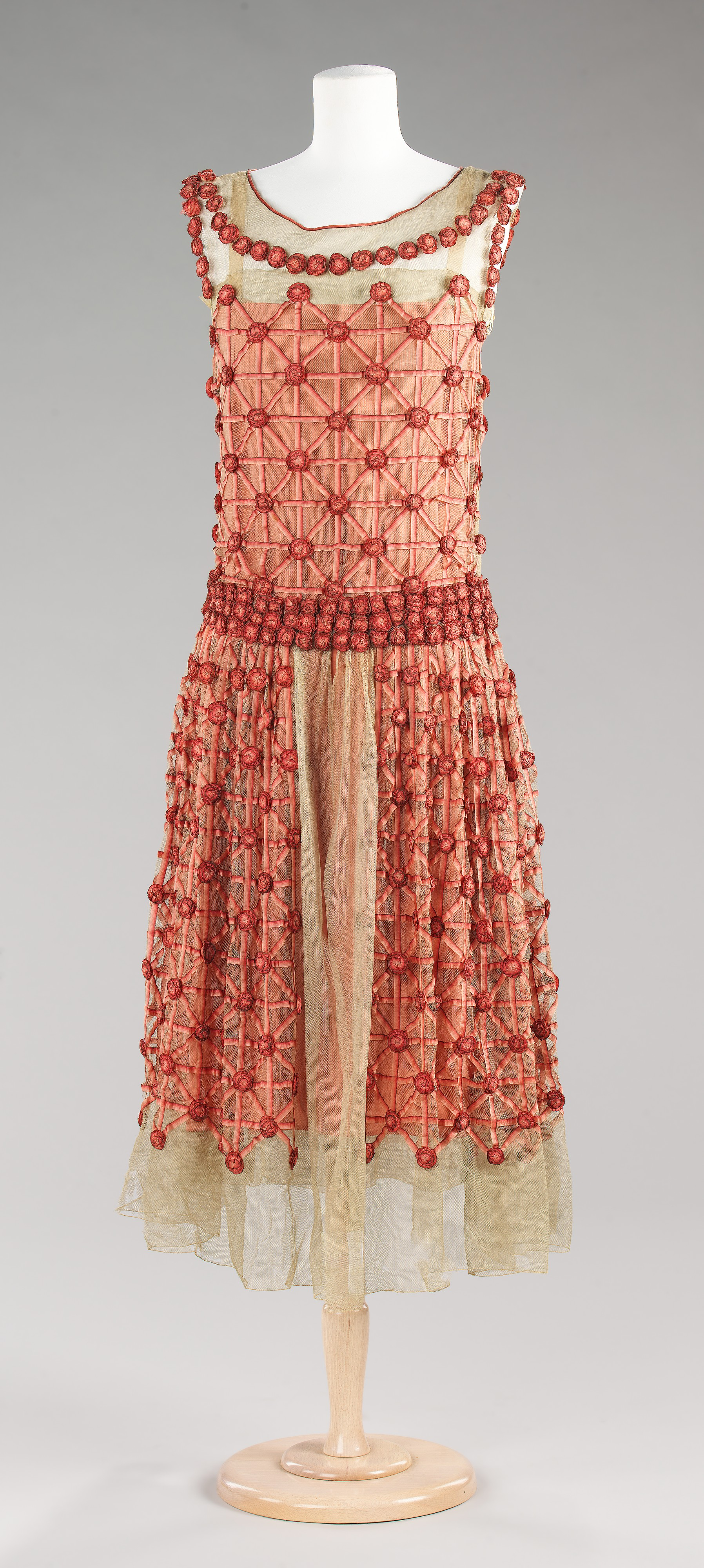
"Roseraie", vestido de noche (seda), primavera/verano 1923.
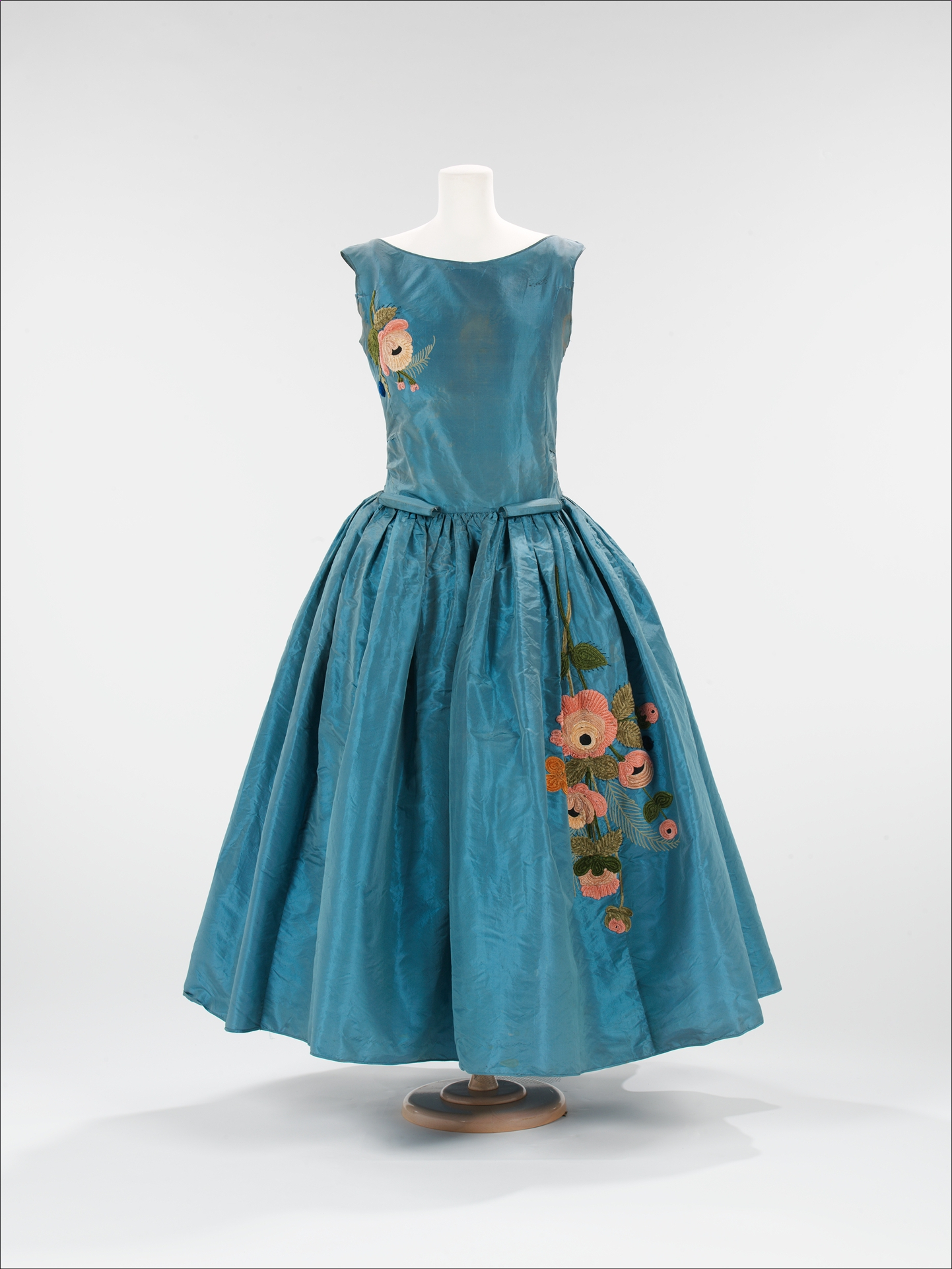
"Jolibois", vestido de noche (seda), otoño/invierno 1922-23.
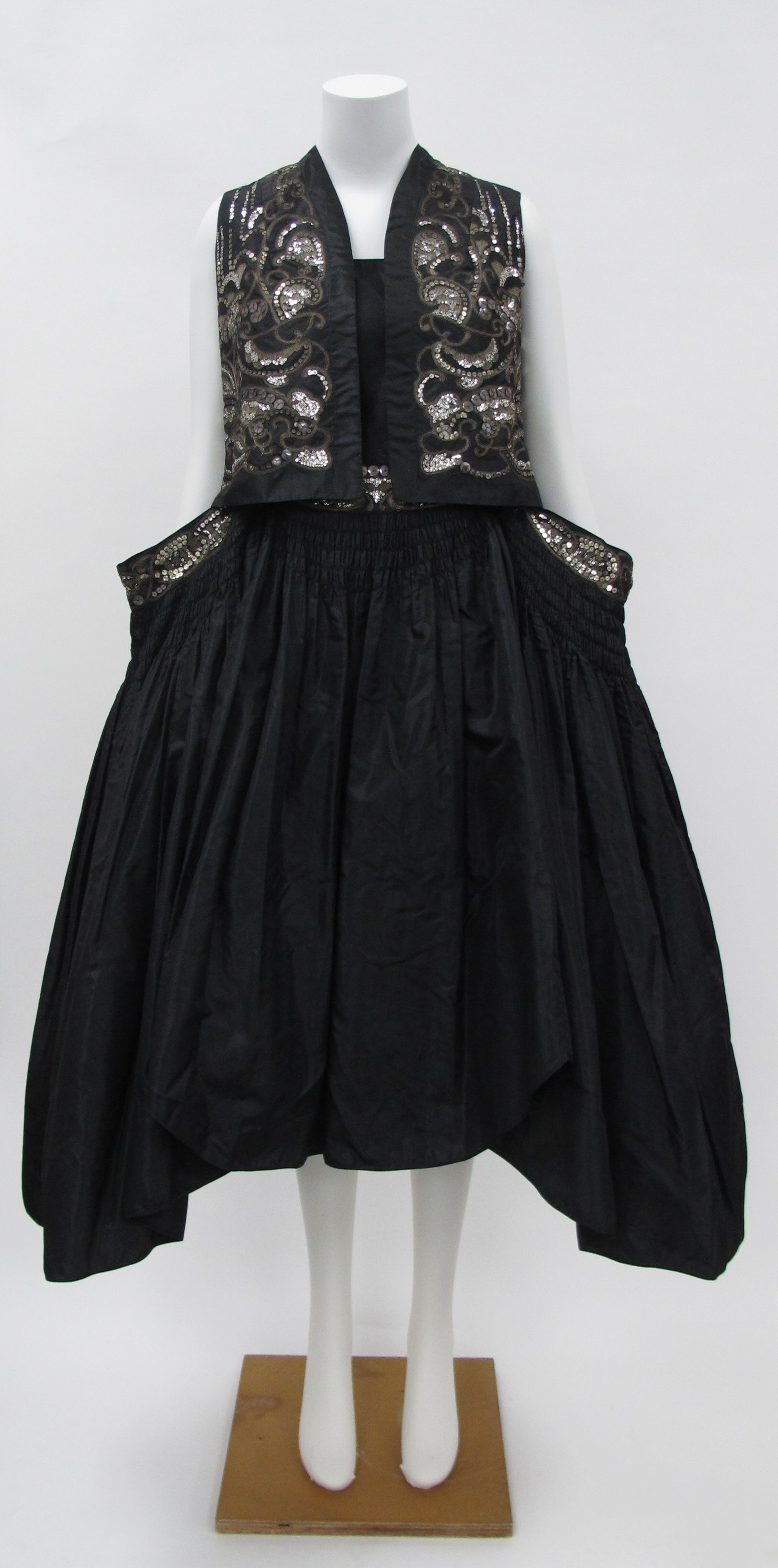
Ko.I.Noor, traje de noche (seda y metal), primavera/verano 1927.
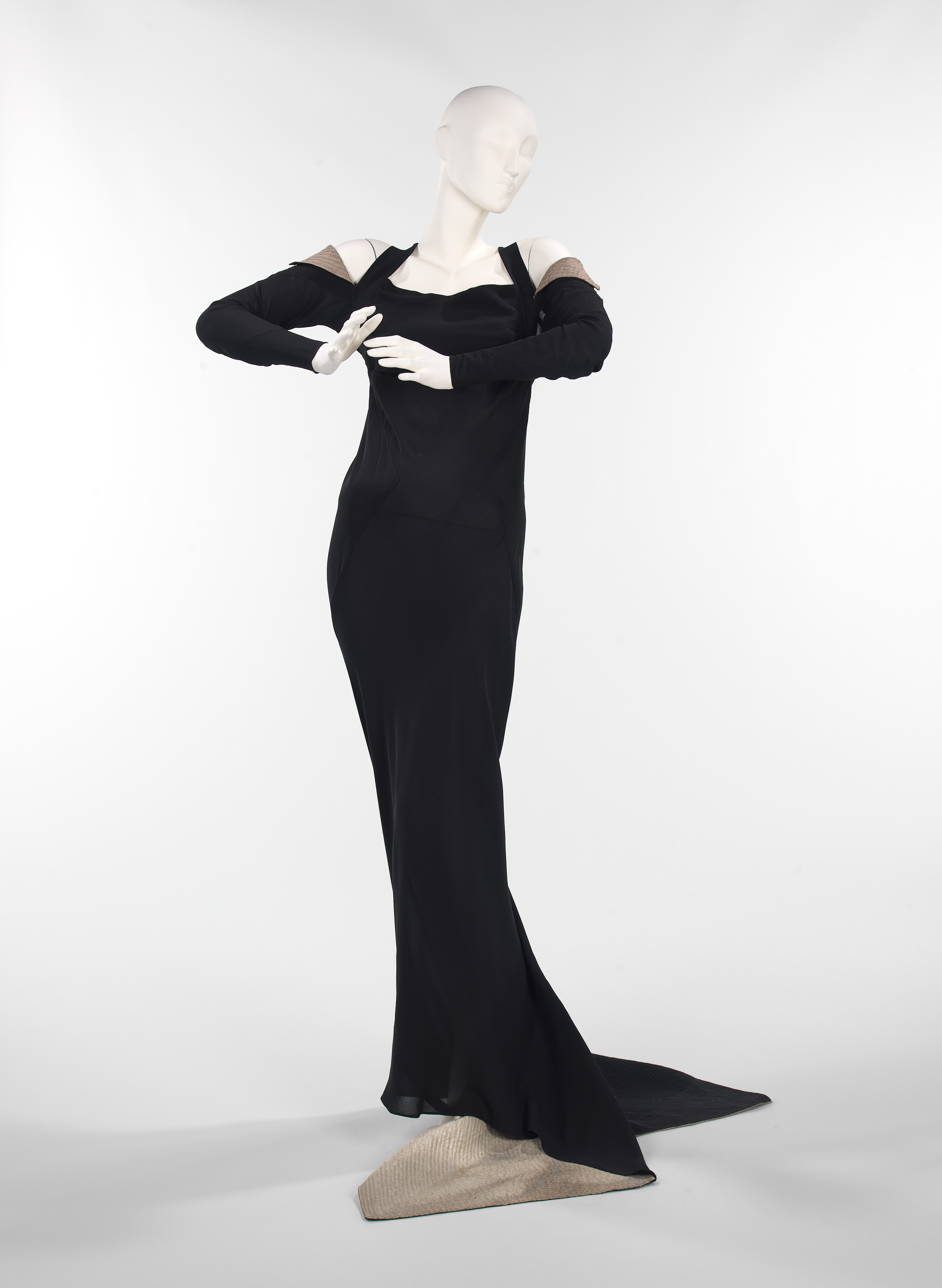
"Phèdre", vestido de noche (seda y metal), otoño/invierno 1933.
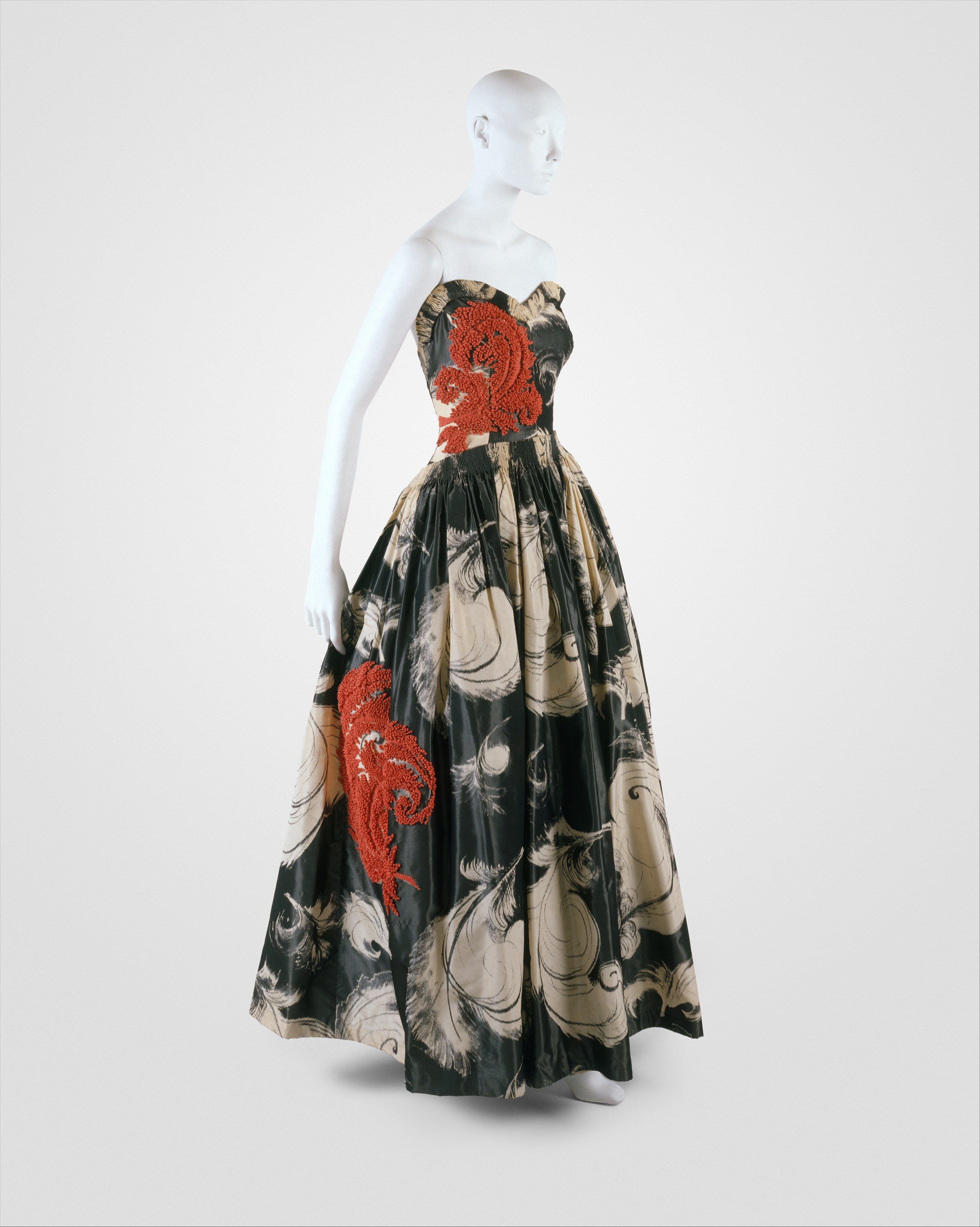
"Fusée", vestido de noche (seda), 1938.
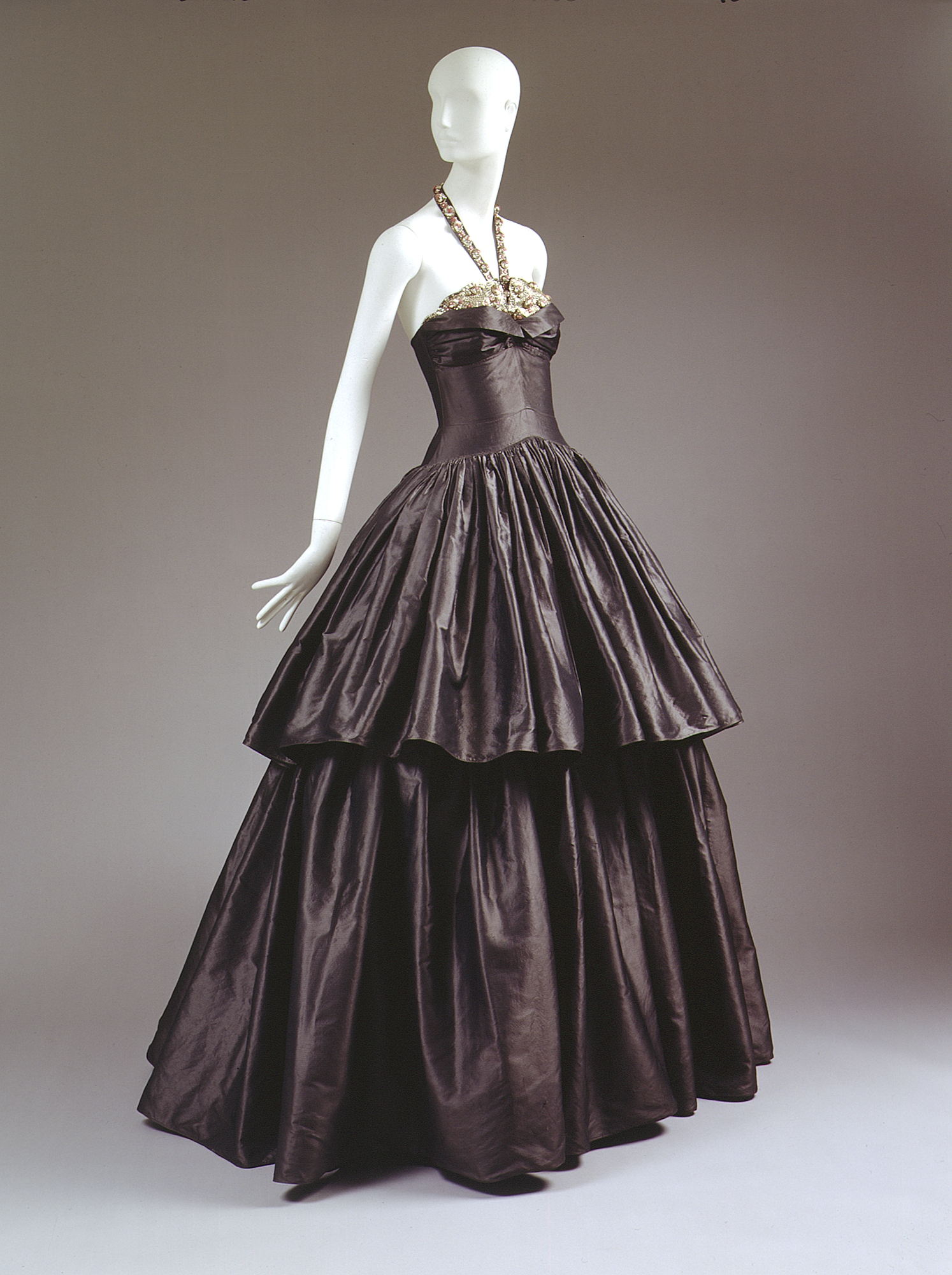
"Cyclone", vestido de noche (seda con lentejuelas), 1939.